# The Pimple
The Pimple är en bergstopp i Antarktis. Den ligger i Östantarktis. Nya Zeeland gör anspråk på området. Toppen på The Pimple är 3 215 meter över havet. Pimple ingår i Royal Society Range.
Terrängen runt The Pimple är bergig åt sydost, men åt nordväst är den kuperad. Trakten är obefolkad. Det finns inga samhällen i närheten.